# Hyperolius kibarae
Hyperolius kibarae är en groddjursart som beskrevs av Laurent 1957. Hyperolius kibarae ingår i släktet Hyperolius och familjen gräsgrodor. IUCN kategoriserar arten globalt som otillräckligt studerad. Inga underarter finns listade i Catalogue of Life.